# Тбілісі (аеропорт)

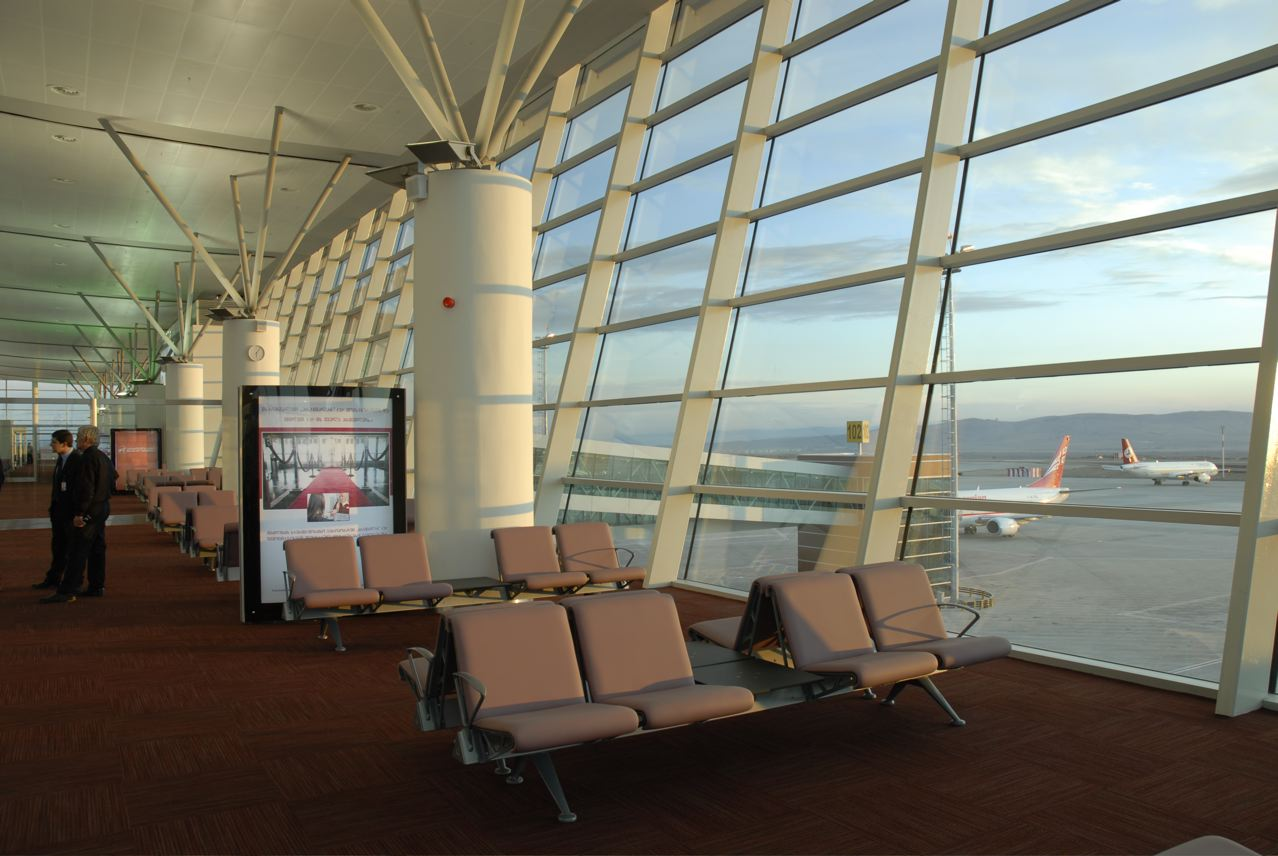
Зал відльоту

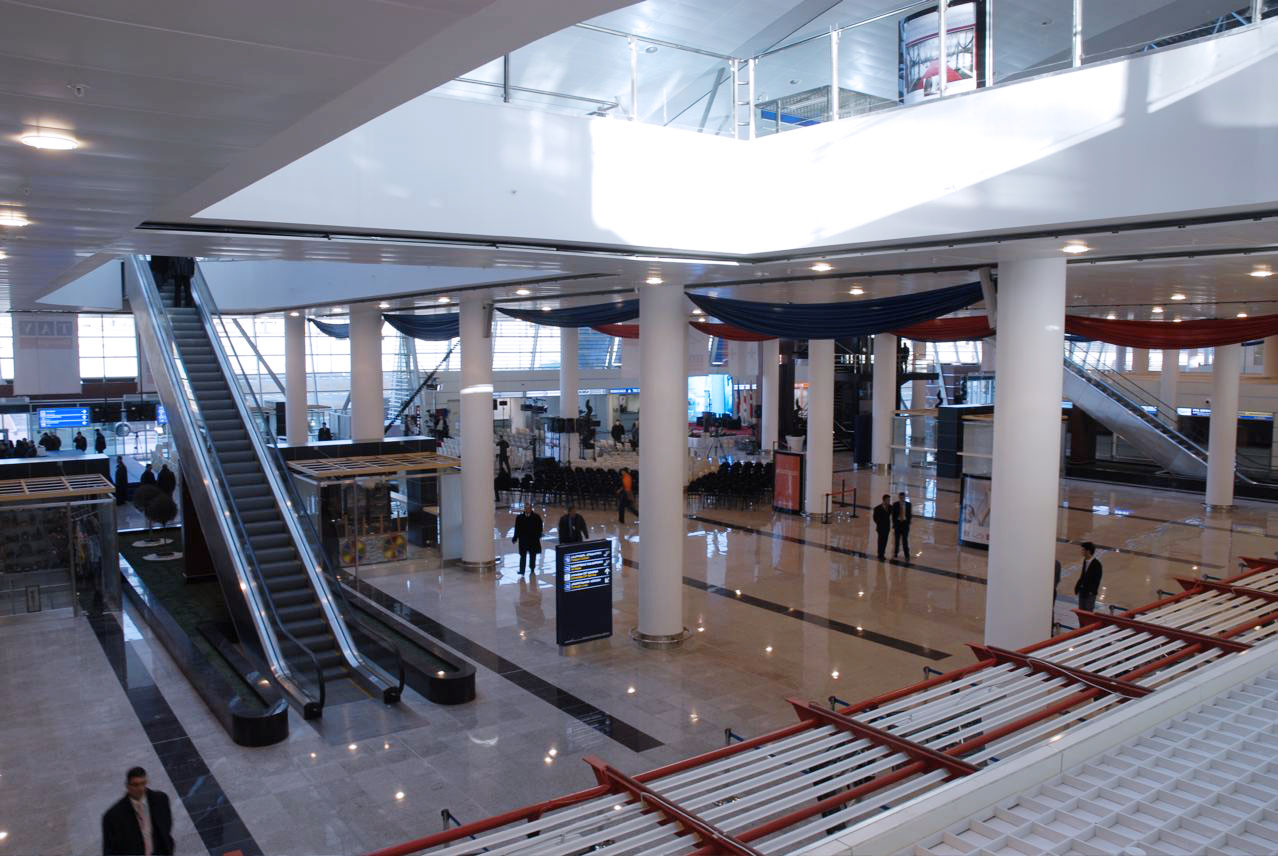
Перший поверх та зал реєстрації

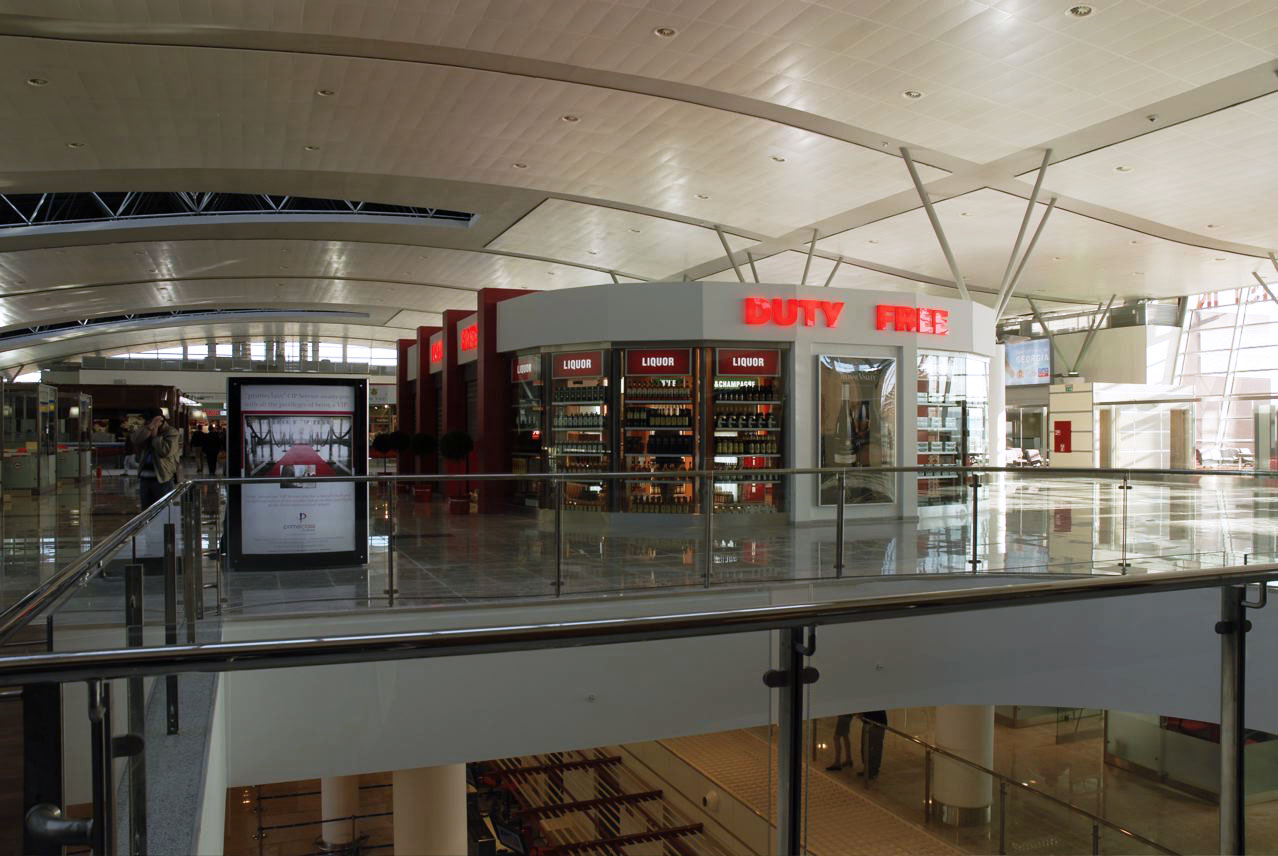
Третій поверх використовується для відправлення

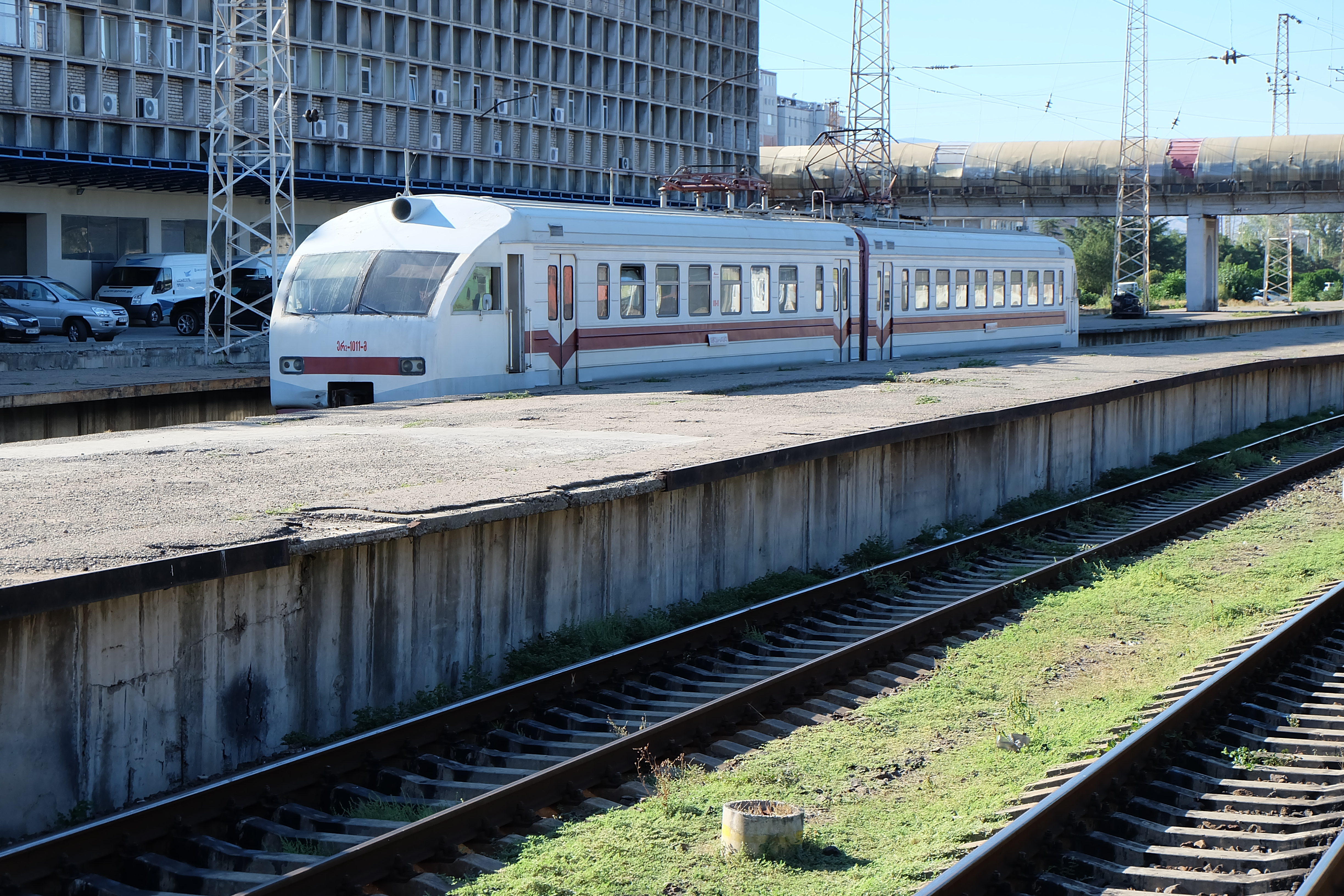
Шаттл-потяг прямує до аеропорту Тбілісі

Міжнаро́дний аеропо́рт «Тбілі́сі» імені Шота Руставелі(груз. თბილისის შოთა რუსთაველის სახელობის საერთაშორისო აეროპორტი) (IATA: TBS, ICAO: UGTB) — головний аеропорт Грузії, розташований поряд з столицею Тбілісі.
У лютому 2007 року була завершена реконструкція аеропорту. Був побудований новий міжнародний термінал, паркінг, удосконалені перон, руліжні доріжки і злітно-посадочні смуги, а також придбано хендлінгове обладнання. Була побудована залізнична лінія в центр міста. Щодня вирушає шість рейсів поїздів у кожному з напрямків. Вулиця Джорджа У. Буша веде з аеропорту до центру Тбілісі.
Аеропорт будувався як сучасний і функціональний об'єкт, при будівництві застосовувалися високі технології. Він розроблений для забезпечення оптимального обслуговування потоків пасажирів і багажу з паркінгу на літаки, повна корисна площа становить 25 000 м². Існує можливість подальшого розширення терміналу не зупиняючи його функціонування. В аеропорту функціонують точки громадського харчування та магазини дьюті-фрі.
Загальна вартість проєкту реконструкції склала 90,5 млн дол. Пропускна здатність нової будівлі терміналу - 2,8 млн пасажирів на рік.
Є хабом для:
- Georgian Airways
- MyWay Airlines

## Авіалінії та напрямки, червень 2019

### Пасажирські
| Авіакомпанія                   | Пункт призначення |
| ------------------------------ | --- |
| Aegean Airlines                | Афіни |
| Aeroflot                       | Москва-Шереметьєво |
| Air Arabia                     | Шарджа |
| Air Astana                     | Алмати, Нур-Султан |
| Air Cairo                      | Хургада, Шарм-ель-Шейх |
| Air France                     | Париж-Шарль де Голль |
| Air Malta                      | Сезонний чартер: Мальта (з 4 липня 2019) |
| airBaltic                      | Рига |
| Arkia                          | Сезонний: Тель-Авів-Бен-Гуріон |
| ATA Airlnes                    | Тегеран-Імам Хомейні |
| Azerbaijan Airlines            | Баку |
| Belavia                        | Мінськ |
| Buta Airways                   | Баку |
| China Southern Airlines        | Пекін, Урумчі |
| Ellinair                       | Сезонний: Іракліон, Салоніки |
| flydubai                       | Дубай |
| flynas                         | Сезонний: Даммам, Джидда, Ріяд |
| Georgian Airways               | Амстердам, Барселона, Берлін-Шенефельд, Болонья, Брюссель, Казань, Київ-Бориспіль, Лондон-Гатвік, Москва-Внуково, Париж-Шарль де Голль, Прага, Тель-Авів-Бен-Гуріон, Уфа, Відень, Вільнюс, Воронеж, Єреван Сезонний: Бахрейн, Батумі, Ст Петербург Сезонний чартер: Амман (завершення 26 серпня 2019) |
| Gulf Air                       | Бахрейн |
| Iran Air                       | Ісфахан, Тегеран-Імам Хомейні |
| Iran Aseman Airlines           | Сезонний: Тегеран-Імам Хомейні |
| Israir Airlines                | Тель-Авів-Бен-Гуріон |
| Jazeera Airways                | Кувейт |
| Kuwait Airways                 | Кувейт |
| Korean Air                     | Сезонний чартер: Сеул-Інчхон |
| LOT Polish Airlines            | Варшава-Шопен |
| Lufthansa                      | Мюнхен |
| MyWay Airlines                 | Москва-Жуковський, Тель-Авів-Бен-Гуріон |
| Nordavia                       | Ст Петербург |
| Pegasus Airlines               | Стамбул-Сабіха Гекчен |
| Pobeda                         | Краснодар, Казань, Перм, Ростов-на-Дону, Ст Петербург, Єкатеринбург |
| Qatar Airways                  | Доха |
| Qeshm Air                      | Тегеран-Імам Хомейні |
| S7 Airlines                    | Москва-Домодєдово, Новосибірськ |
| Salam Air                      | Сезонний: Маскат |
| SCAT                           | Актау |
| SkyUp                          | Сезонний: Київ-Бориспіль |
| Sun d'Or                       | Тель-Авів-Бен-Гуріон |
| Taban Airline                  | Тегеран-Імам Хомейні |
| TAROM                          | Бухарест |
| Turkish Airlines               | Анкара, Стамбул-Аеропорт, Стамбул-Сабіха Гекчен |
| Ukraine International Airlines | Київ-Бориспіль |
| Ural Airlines                  | Краснодар, Москва-Жуковський, Ст Петербург, Сочі, Самара, Волгоград, Єкатеринбург |
| UVT Aero                       | Махачкала (з 21 червня 2019) |
| Uzbekistan Airways             | Ташкент (з 16 липня 2019) |
| Zagros Airlines                | Тегеран-Імам Хомейні |

### Вантажні
| Авіакомпанія           | Пункт призначення |
| ---------------------- | --- |
| Cargolux               | Баку, Куала–Лумпур, Люксембург, Сінгапур                                                                             |
| Coyne Airways          | Актау, Актобе, Амстердам, Ашгабат, Атирау, Балканабат, Баку, Кизтлорда, Мари, Уральськ, Шимкент, Туркменбаші, Єреван |
| Qatar Airways Cargo    | Доха, Мілан-Мальпенса                                                                                                |
| Silk Way Airlines      | Баку |
| Turkish Airlines Cargo | Стамбул-Ататюрк |

## Статистика
| Рік  | Кіл-ть пасажирів | Зміна за роками |
| ---- | ---------------- | --------------- |
| 2018 | 3,808,619        | ▲ 20.37%        |
| 2017 | 3,164,139        | ▲ 40.5%         |
| 2016 | 2,252,535        | ▲ 22.0%         |
| 2015 | 1,847,111        | ▲ 17.3%         |
| 2014 | 1,575,386        | ▲ 09.7%         |
| 2013 | 1,436,046        | ▲ 17.8%         |
| 2012 | 1,219,175        | ▲ 15.2%         |
| 2011 | 1,058,679        | ▲ 28.7%         |
| 2010 | 0822,772         | ▲ 17.1%         |
| 2009 | 0702,916         | ▼ 01.7%         |
| 2008 | 0714,976         | ▲ 16.1%         |
| 2007 | 0615,873         | ▲ 08.5%         |
| 2006 | 0567,402         | ▲ 03.7%         |
| 2005 | 0547,150         | ▬               |